# Sherout HaAvir

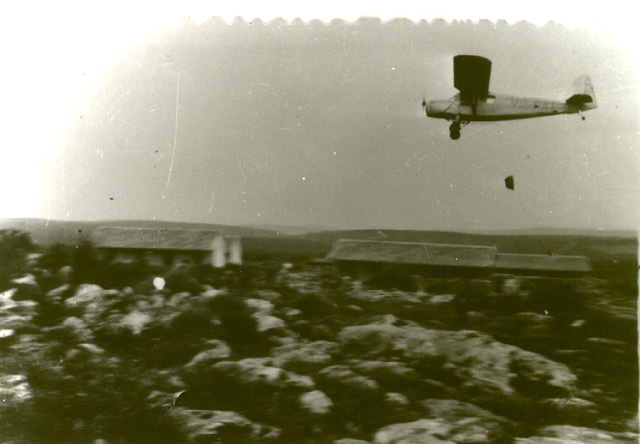
Sherut Avir RWD-13 VQ-PAL larguant des fournitures à Yehiam, janvier 1948

Le Sherout HaAvir ( hébreu : שירות האוויר, service aérien) était l'armée de l'air de la Haganah et le précurseur de l'armée de l'air israélienne.

## Fondation
La Sherout HaAvir a été fondée le 10 novembre 1947, deux semaines seulement avant l'adoption du plan de partition de l'ONU de 1947, le 29 novembre, qui proposait la division de la Palestine en un État juif et un État arabe. C'est à cette époque que les dirigeants de la Haganah arrêtèrent de dissimuler la branche aérienne du Palmach, le Palavir, reconnaissant la nécessité d'une arme aérienne si un État juif était établi. Cependant, la Sherout HaAvir devrait être construite à partir de zéro. Pour cette raison, sa force initiale en comparaison avec certaines forces aériennes voisines, notamment égyptiennes, était tout à fait insignifiante. Au moment de la déclaration d’indépendance d’Israël le 14 mai 1948, la Sherout HaAvir ne disposait que de 25 avions. La plupart d’entre eux venaient d'Aviron, la première compagnie aérienne juive de Palestine créée en 1936. Même si la compagnie Aviron elle-même ne faisait pas partie de la Haganah, ils avaient travaillé en étroite collaboration dans des missions de liaison, de reconnaissance et médicales. Entre la fin de 1947 et le milieu de 1948, alors que les tensions montaient avant la guerre israélo-arabe de 1948, Aviron transféra tous ses avions à la toute jeune force aérienne,. Le deuxième problème rencontré par Sherout HaAvir était le manque d'aviateurs, d'équipages et d’équipes de maintenance au sol formées. Seule une poignée de mécaniciens, ingénieurs, pilotes, anciens militaires de la RAF et membres de la Histadrout formaient le personnel de départ de la Sherout.
Dès 1947, la Sherout HaAvir recherche des moyens aériens afin de protéger le Yishouv et de veiller à la protection aérienne du nouvel État juif. Elle se mit alors à chercher des moyens d'acquérir des avions.
Au début de la guerre, la Sherout HaAvir dispose de :
- cinq Avro Anson
- deux Tiger Moth
- trois DH-89 Dragon Rapide,
- deux P-51 Mustang,
- un RWD-13,
- cinq C-47,
- deux Noorduyn Norseman,
- des Piper Cub.

Tous ces avions ont été achetés en contrebande.
Le premier des 25 avions tchécoslovaques Avia S-199 n'arrive en Israël qu’en avril et n'est opérationnel que le 20 mai 1948.

## Opérations
Le Sherout HaAvir a établi son quartier général dans la rue Montefiore à Tel Aviv et a commencé ses opérations aériennes à l'aéroport Sdé Dov tout proche. Son premier combat arriva rapidement ; juste avant Noël, le 17 décembre 1947, le pilote Pinchas Ben-Porat monta à bord de son monomoteur RWD-13 pour transporter un médecin vers la petite ville de Beit Eshel. Une fois cette étape de la mission terminée, Ben-Porat était censé se rendre à Nevatim, mais apprenant que 200 Arabes l'attaquaient, il a retiré les portes de son avion pour installer un fusil mitrailleur Bren, et avec un mitrailleur volontaire et quelques grenades à main, décolle pour le village. Ben-Porat et son mitrailleur ont effectué une demi-heure d'appui aérien rapproché. Cette tactique a été imitée par de nombreux pilotes et équipages juifs lors de la guerre israélo-arabe de 1948-1949.

## Entité suivante
Le 24 mai, la Heyl HaAvir fut officiellement créée en tant qu'armée de l'air, au vu des dispositions de l'ordonnance no 6 prise par le gouvernement provisoire de l'État d'Israël, relative à la création des forces de défense d'Israël.